# Березняк (ліс)
Березняки — це ліси, в яких переважаючою лісотвірною породю є береза.

## Поширення

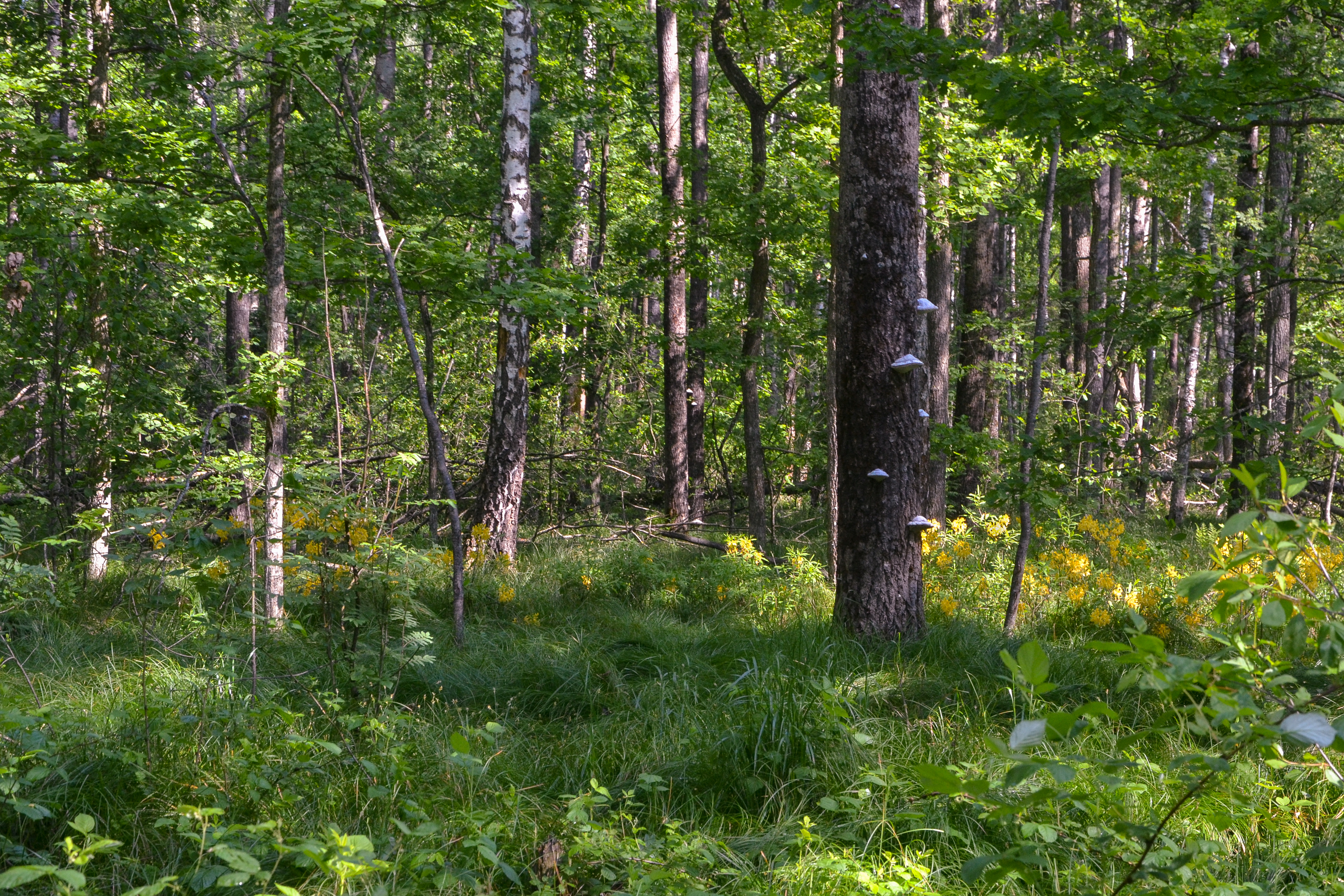
Березовий ліс у Мельницькому

Березові ліси (березняки) найбільше поширені в зоні мішаних лісів, невеликі березові гаї є в лісостеповій та степовій зонах. На території Полісся березові деревостани займають значну площу,  друге місце після соснових лісів. Серед березових лісів переважають деревостани віком 40-60 років. Вони є в більшості випадків вторинними, що виникли на місці колишніх соснових або дубово-соснових. Часто березняки формуються після пожеж, або суцільних вирубок.  У березових гаях можуть спільно виростати кілька видів беріз. Але, як правило, на місці борів, суборів, складних борів і дібров формуються похідні асоціації берези бородавчастої (повислої) (Betula pendula), а у більш вологих умовах — берези пухнастої (Betuleta pubescentis).

## Особливості рослинного покриву

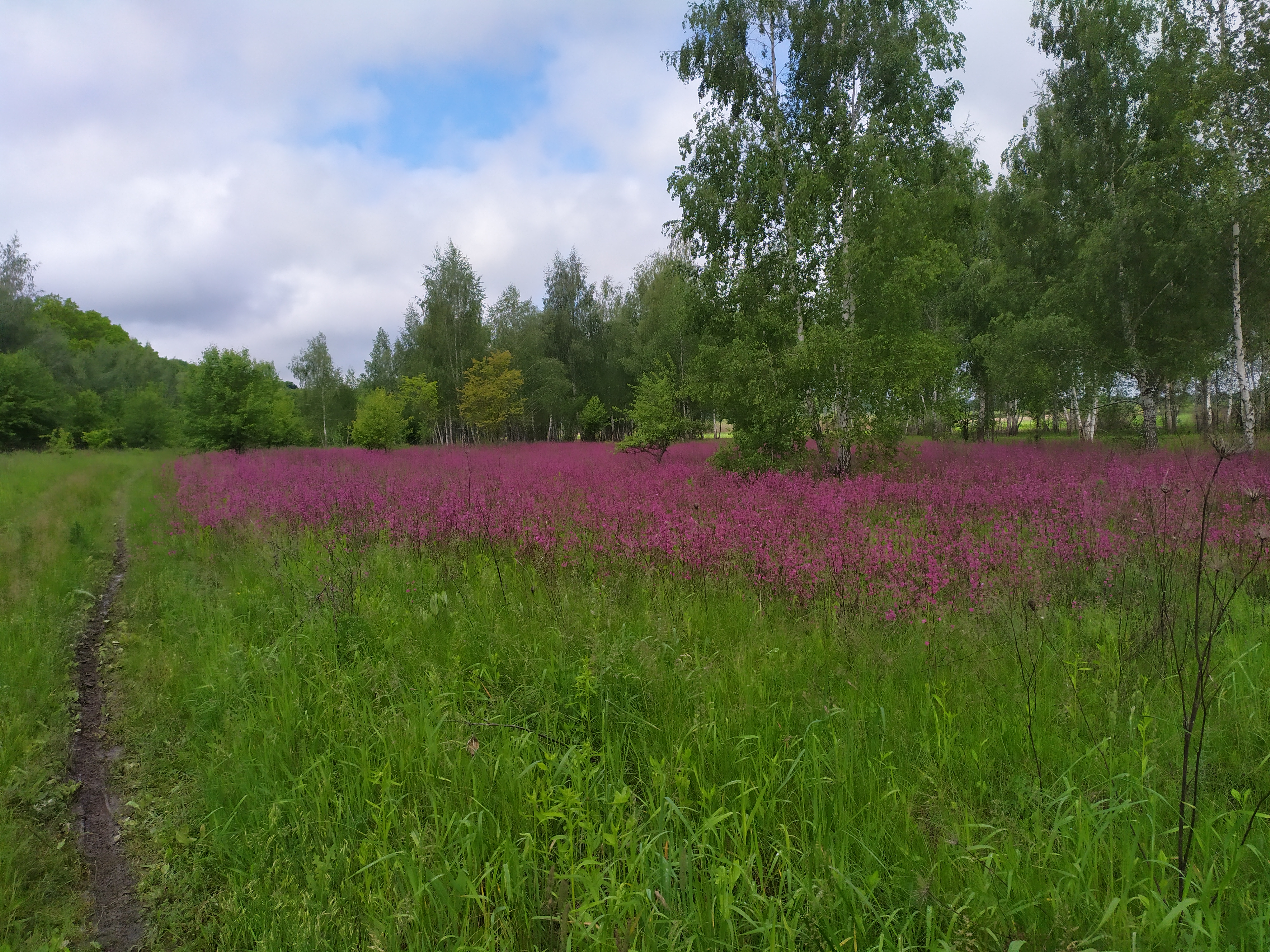
Березовий ліс поблизу с. Переволочна

Особливістю березового лісу є мозаїчний характер у складі рослинного покриву. Як правило берези ростуть у поєднанні з угрупованнями інших лісових формацій — сосни звичайної (Pineta sylvestris), дуба звичайного (Querceta roboris), вільхи клейкої (Alneta glutinosae), граба звичайного (Carpineta betulis). Другий ярус виражений слабо або його немає зовсім. Підлісок звичайно нерозвинений. Зберігаючи ознаки корінних, вихідних лісових насаджень, трав'яний і моховий яруси виявляють певні, причому інколи значні відміни, в зв'язку зі зміною умов зростання.
В підліску березових лісів зустрічаються біловусові (В. v. nardosum), лохиново-довгомошні (В. v. uliginoso-polytrichosum), орлякові (В. v. pteridiosum aqui-linae), злаково-різнотравні (В. v. graminoso-varioherbosum), різнотравні (В. v. varioherbosum), вересові(В. v. callunosum) та чорницеві (Betuletum verrucosae myrtillosum) асоціації. Іноді їх місце займають куничник (В. v. calamagrostidosum arundinaceae), тонконіг лісовий (Poa sylvicola Guss.), свербіжниця лісова (Knautia dipsacifolia).

## Особливості зростання
Березові ліси не вибагливі до умов зростання, зазвичай оптимальний розвиток мають на ґрунтах багатого мінерального складу, проте зростають і збіднені на азот та зольні елементи субстрати. Приурочені до дерново-підзолистих, дерново-лучних, лучних і торф'яних ґрунтів та їх численних відмін.

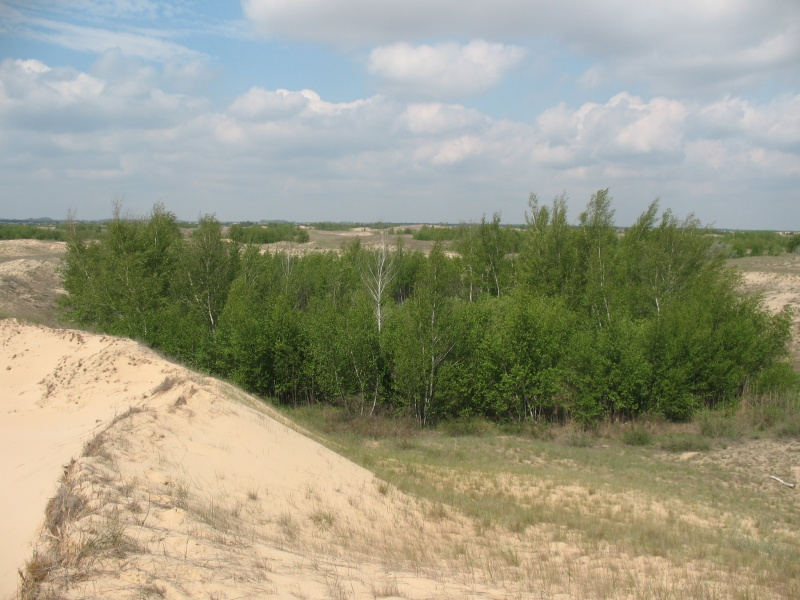
Березова колка у котловині видування на Козачо-Лагерській арені

В Україні береза повисла або береза бородавчаста формує ліси переважно на бідних дерново-підзолистих ґрунтах у зональних умовах Полісся, значно рідше — південніше, на сірих лісових.
За вибагливістю до умов освітлення береза повисла та її угруповання належать до світлолюбних, мають широку амплітуду пристосованості до ґрунтового зволоження — від сухих піщаних слабкогумусованих мінеральних ґрунтів до надмірно зволожених болотних відмін. Ліси із берези пухнастої ростуть у вологіших екотопах, зазвичай навколо боліт Полісся.
На піщаних річкових терасах у пониззях Дніпра та Південного Бугу зустрічаються угруповання дніпровськоберезових лісів (Betuletа borysthenicae), які занесені до Зеленої книги України. Найбільші її площі трапляються у пониззях Дніпра. Цей вид занесений до Червоної книги України, охороняється в Національному природному парку «Олешківські піски», Чорноморському біосферному заповіднику (Івано Рибальчанська та Солоноозерна заповідні ділянки), регіональному ландшафтному парку «Кінбурнська коса» (Миколаївська обл.), лісовому заказнику загальнодержавного значення «Березові колки» (Херсонська обл.) та інших об'єктах природно-заповідного фонду України, а також вирощується в ботанічних садах.